# Bananas (album)
| Recensione  | Giudizio |
| ----------- | -------- |
| AllMusic    |          |
| Metalitalia |          |
| Metallized  | 75/100   |

Bananas è il diciassettesimo album in studio dei Deep Purple, pubblicato il 9 settembre 2003 dalla EMI e il 7 ottobre 2003 dalla Sanctuary Records negli Stati Uniti.

## Storia
L'album è il primo a coinvolgere Don Airey (ex Rainbow ed Ozzy Osbourne) all'organo ed alle tastiere al posto del fondatore Jon Lord, che fa una comparsa nel brano Long Time Gone. L'album, nonostante la bassa copertura da parte dei media, raggiunse la terza posizione in Germania, la sesta in Finlandia e la settima in Repubblica Ceca.
Diversamente dai dischi precedenti fu scelto di affidarsi nuovamente a un produttore esterno invece che a ricorrere all'autoproduzione o alla coproduzione. Michael Bradford aveva lavorato con band molto differenti (Madonna, New Radicals, Kid Rock) ma, superati gli iniziali scetticismi, la collaborazione della band creò un buon clima in studio di registrazione e Bradford fu ingaggiato anche per il disco seguente, Rapture of the Deep. Bradford, oltre a collaborare alla scrittura ed agli arrangiamenti diede l'indicazione semplice e precisa alla band di non snaturare il proprio sound e di non tenere il passo con le giovani leve. La band, quindi, puntò sulla propria classe esecutiva invece che sull'impatto e l'aggressività. Il produttore suona la seconda chitarra in un brano, "Walk On".
L'album è stato registrato a Los Angeles durante il gennaio ed il febbraio del 2003. GIllan fa uso di cori che non siano cantanti da lui stesso, sin dalle sessioni del 1972 di Woman From Tokyo in cui i cori sono stati cantati da Jon Lord e Roger Glover. Beth Hart è la voce secondaria di "Haunted". L'album include "Contact Lost", un corto strumentale concepito come un requiem per gli astronauti dello Space Shuttle Columbia, scritto da Steve Morse non appena ebbe notizie dello schianto.
Dalla pubblicazione di Abandon, i Deep Purple suonarono tre nuove canzoni sul palco. "Long Time Gone" debuttò nell'estate del 2000 ma non fu inclusa inizialmente su Bananas. Un'altra nuova canzone, "Up The Wall", fu suonata nel tour inglese del 2002 e rilavorata in "I Got Your Number". La strumentale "Well Dressed Guitar" rimase non registrata fino all'album seguente, Rapture of the Deep.

## Titolo
Il titolo venne fuori in quanto la parola "bananas" era venuta fuori spesso in studio durante le registrazioni per descrivere il mucchio selvaggio di materiale strumentale che la band stava accumulando (la parola in inglese ha un doppio significato: "going bananas" vuol dire "andare fuori di testa"). Un giorno Roger Glover entrò in studio con una foto di National Geographic che raffigurava un uomo alle prese con un carro pieno di banane. Da allora, la band decise per quel titolo. La scelta del titolo e della relativa copertina in qualche modo è rappresentativo dell'approccio sereno e disinvolto del gruppo, che con questo disco sembra volersi gettare alle spalle i confronti col passato. Ciò ha creato non pochi problemi per la stampa e per il pubblico, che in qualche modo erano portati ad avere delle forti aspettative nei confronti di ogni singola pubblicazione della band fin dal successo di Machine Head.

## Copertina
La foto di copertina  illustra due uomini seduti su un carro carico di banane e fu scattata dal manager Bruce Payne e fu, apparentemente, la causa principale della bassa visibilità che l'album ricevette a seguito della sua pubblicazione.

## Accoglienza
Bananas uscì a ben cinque anni di distanza dal suo predecessore. L'album, pur ricevendo bassa esposizione mediatica, venne generalmente descritto come un buon lavoro da parte della formazione rinnovata con l'arrivo di Steve Morse. In particolare, ciò che fu apprezzato fu il lavoro di Don Airey, capace non solo di sostituire il predecessore, ma capace di mantenere l'importanza del suono dell'organo e dello strumento all'interno dell'equilibrio sonoro della band, ma della totale libertà creativa della band, che abbandona finalmente il confronto con l'eredità degli album precedenti.
David Jeffries su AllMusic al disco attribuisce 4 stelle su 5 e scrive: "Bananas si presentava con tutti i sintomi della delusione. Le grandiose tastiere di Jon Lord erano un punto di riferimento, ma lui se n'è andato, è stato pubblicato all'inizio dell'era dei Radiohead, ha uno dei titoli e delle cover più strane mai utilizzate per adornare un disco dei Deep Purple. A sorpresa, è fantastico. Il nuovo tastierista Don Airey è un sostituto efficiente, che aggiunge nuovi suoni e stili e lavora così bene all'Hammond che tra i fan si vociferava che Lord apparisse sul disco senza ricevere i crediti." Inoltre aggiunge: "gli hipsters hanno già deciso, e alcuni fan più accaniti aspireranno per il suono monolitico di Machine Head, ma su Bananas i Deep Purple suonano a loro agio, liberi di fare quello che vogliono e, per la prima volta, molto di più della somma delle loro singole parti."

## Tracce
Tutte le tracce sono scritte da Ian Gillan, Roger Glover, Steve Morse, Don Airey, e Ian Paice, eccetto dove indicato.
1. House of Pain (Gillan, Bradford)
2. Sun Goes Down
3. Haunted
4. Razzle Dazzle
5. Silver Tongue
6. Walk On (Gillan, Bradford)
7. Picture of Innocence (Gillan, Glover, Morse, Lord, Paice)
8. I've Got Your Number (Gillan, Glover, Morse, Lord, Paice, Bradford)
9. Never a Word
10. Bananas
11. Doing It Tonight
12. Contact Lost (musica: Morse)
13. Long Time Gone (Bonus Track)

## Formazione
- Ian Gillan - voce
- Steve Morse - chitarra
- Roger Glover - basso
- Ian Paice - batteria
- Don Airey - tastiere
- Jon Lord - tastiere in Long Time Gone

Musicisti ospiti
- Paul Buckmaster – arrangiamento d'archi e violoncello in "Haunted"
- Beth Hart – seconda voce in "Haunted"
- Michael Bradford – seconda chitarra in "Walk On"

Produzione
- Michael Bradford - produttore, ingegnere del suono
- Chris Wonzer - assistente di studio
- Andy Vandette - mastering presso Masterdisk, New York